# Blainville-sur-Orne

Blainville-sur-Orne este o comună în departamentul Calvados, Franța. În 1 ianuarie 2022 avea o populație de 5.991 de locuitori.